# انیا (ایتالیا)
انیا (ایتالیا) (به ایتالیایی: Egna) یک منطقهٔ مسکونی در ایتالیا است که در تیرول جنوبی واقع شده است.

## خصوصیات
انیا ۲۳ کیلومترمربع مساحت و ۵٬۰۰۱ نفر جمعیت دارد و ۲۱۴ متر بالاتر از سطح دریا واقع شده است.